# Dekalog, jeden
Dekalog, jeden (polonès: Decàleg, un) és la primera part de Dekalog, la sèrie dramàtica de pel·lícules dirigides pel director polonès Krzysztof Kieślowski per a televisió, possiblement relacionades amb el primer i el segon imperatiu dels Deu Manaments: "Jo sóc el Senyor, el vostre Déu; No tindreu un altre Déu davant meu." i "No em faràs cap imatge tallada".
Un professor universitari (Henryk Baranowski) entrena el seu fill petit en l'ús de la raó i el mètode científic, però s'enfronta a la imprevisibilitat del destí. La raó és desafiada amb resultats tràgics.

## Argument
Krzysztof viu sol amb Paweł, el seu fill de 12 anys i molt intel·ligent, i l'introdueix al món dels ordinadors personals. Tenen diversos ordinadors al seu pis i fan molts experiments amb la programació com obrir/tancar les portes o obrir/apagar l'aigua de l'aixeta amb l'ajuda del PC.
Un matí fred d'hivern en Paweł demana al seu pare que li doni un problema de física per resoldre. Krzysztof ho fa i Paweł el resol molt ràpidament al seu ordinador. Més tard, Paweł es deprimeix en veure un gos perdut i comença a preguntar-se sobre coses més profundes de la vida. Quan se li pregunta sobre la naturalesa de la mort, el seu pare li dóna una explicació freda i objectiva de la mort com el final de totes les funcions vitals.
Un equip de televisió arriba a l'escola de Paweł i fa diverses fotos de Paweł i els seus companys d'escola per la seva història sobre la mala qualitat de la llet a les escoles públiques. Paweł crea un programa que li permet saber què està fent la seva mare (sembla que viu en un continent diferent, ja que el programa també calcula les diferències de zona horària), però l'ordinador és incapaç de respondre el que somia. Tanmateix la Irene, la tia de Paweł, respon fàcilment: somia amb Paweł. Paweł també creu que l'ordinador del seu pare ha de conèixer els somnis de la seva mare. Paweł parla amb la seva tia sobre el que va dir el seu pare sobre la mort; ella explica això i parla de l'ànima i la religió. Irene i Krzysztof discuteixen la decisió de Paweł de fer cursos religiosos a l'església local.
Un dia en arribar a casa, en Krzysztof i en Paweł s'adonen que l'ordinador d'en Krzysztof es va engegar. En Paweł i el seu pare utilitzen l'ordinador per calcular si és possible que patini sobre el gel, per veure si l’aguantaria. Després d'omplir les dades a l'ordinador, l'ordinador diu que el gel esperat aguantaria moltes vegades el pes de Paweł. Krzysztof fins i tot va al llac i corrobora que el gel és prou fort per aguantar-lo.
En Paweł troba un parell de patins, destinats a ser un regal de Nadal, sota el sofà, i els vol provar al llac no gaire lluny de casa seva. El seu pare li dóna permís perquè l'ordinador li diu que el gel serà prou gruixut per suportar tres vegades el pes del nen. El pare posa la seva fe en el poder dels càlculs científics. L'endemà, Krzysztof sent sonar les sirenes dels bombers i la gent que corre cap al llac. Més tard, la mare d'un company de classe de Paweł arriba desconcertada a Krzysztof; la lliçó d'anglès on se suposava que havia d'anar en Paweł es va cancel·lar a causa de la malaltia del professor i perquè sembla que s'havia trencat el gel del llac. Krzysztof es manté tranquil al principi i es nega a creure que el gel es podria haver trencat, ja que els seus càlculs indicaven clarament que això no era possible. Després de buscar per tot el barri, rep la confirmació d'un dels amics de Paweł que Paweł estava patinant en el moment de l'accident.

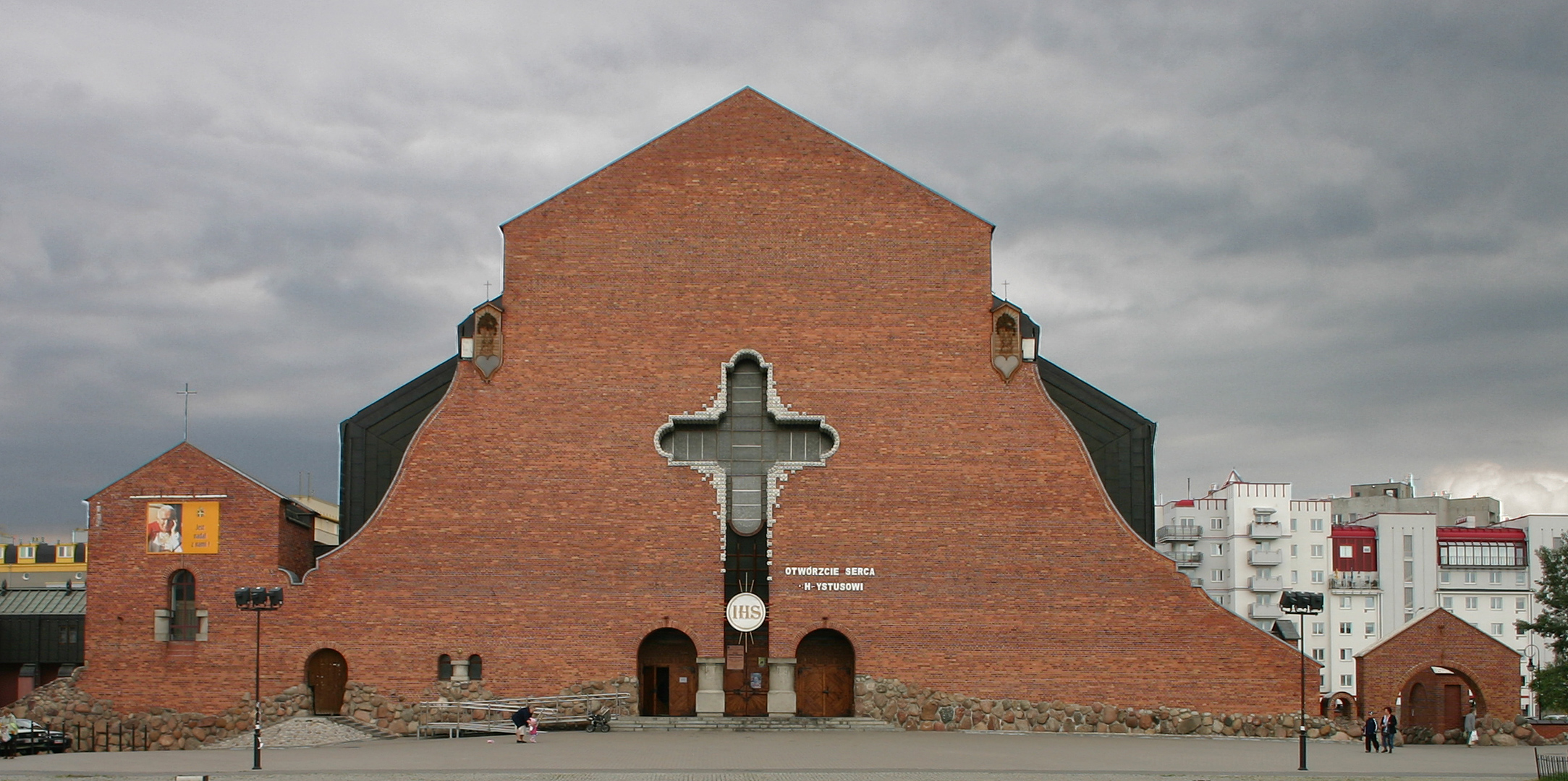
L’Església Wniebowstąpienia Pańskiego (Ascensió del Senyor) a Varsòvia

Irene i Krzysztof estan desesperats quan els serveis de rescat recuperen cadàvers de l'aigua gelada (no es mostra específicament que Paweł estigui entre ells, però la reacció de Krzysztof i Irene sembla indicar-ho). Krzysztof torna a casa i descobreix que el seu ordinador s'ha tornat a engegar, indicant que està llest. Més tard, Krzysztof entra a una església provisional, destruint un petit altar a la Mare de Déu de Częstochowa, en el procés tomba una espelma que degota cera a la cara de la icona, fent que sembli que plora. La pel·lícula acaba quan Krzysztof, entre llàgrimes, s'enfonsa de genolls i intenta creuar-se amb aigua beneïda al front, però l'aigua està congelada.

## Repartiment
- Henryk Baranowski - Krzysztof: ateu, professor de lingüística a la universitat.
- Wojciech Klata - Paweł: fill de 12 anys de Krzysztof.
- Maja Komorowska - Irena: germana de Krzysztof, creu profundament en Déu i no entén gaire al seu germà, però es respecten i tenen en comú el seu amor pel petit Paweł.
- Artur Barciś - home amb pell d'ovella
- Maria Gładkowska - professora d'anglès
- Agnieszka Brustman – jugadora d'escacs
- Ewa Kania - Ewa Jezierska
- Aleksandra Kisielewska - dona
- Aleksandra Majsiuk - Ola
- Magda Sroga-Mikołajczyk - periodista

### Extres
- Anna Smal-Romańska
- Maciej Sławiński,
- Piotr Wyrzykowski
- Bożena Wróbel